# Xysticus ephippiatus
Xysticus ephippiatus är en spindelart som beskrevs av Simon 1880. Xysticus ephippiatus ingår i släktet Xysticus och familjen krabbspindlar. Inga underarter finns listade i Catalogue of Life.